# Te Deum
Te Deum (latín: ‘A ti, Dios’, primeras palabras del cántico) es uno de los primeros himnos cristianos, tradicional de acción de gracias. Cuando no se cita como título de la obra sino como nombre común, se ha de emplear en minúscula y en una única palabra: tedeum.
Suele ser entonado en momentos de celebración. El himno continúa siendo regularmente utilizado por la Iglesia católica, en el Oficio de las Lecturas encuadrado en la Liturgia de las Horas. También se suele entonar en las misas celebradas en ocasiones especiales como en las ceremonias de canonización, la ordenación de presbíteros y proclamaciones reales. Los cardenales lo entonan tras la elección de un papa.  Posteriormente, los fieles de todo el mundo para agradecer por el nuevo papa, lo cantan en las catedrales.
Compuesto originalmente en latín, el nombre se debe a que así empieza su primer verso. Se suele denominar también "Himno Ambrosiano" pues, según una leyenda, lo compusieron en común San Ambrosio de Milán y San Agustín de Hipona: en el año 387, cuando San Agustín recibió el bautismo de manos de San Ambrosio, este último, movido por el Espíritu Santo, improvisó el himno y Agustín iba respondiendo a sus versos. Empero, estudios recientes han verificado que el Te Deum en realidad fue escrito en el siglo IV por Aniceto de Remesiana.
Por tanto, su origen se remonta probablemente a la primera mitad del siglo IV. En su forma actual se encuentra por primera vez en el "Antiphonarium Benchorense" de Bangor (Irlanda del Norte), que se debe fechar alrededor del año 690. Desde el siglo IX, se han conocido también diversas traducciones.

## Letra

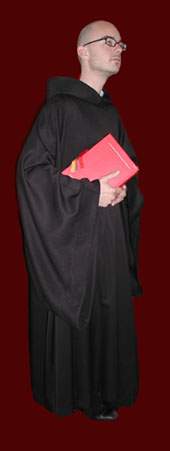
El Te Deum es usualmente recitado en las comunidades monásticas, durante la Liturgia de las Horas.

Aunque hay varias versiones del himno, una de las más aceptadas actualmente es:
| Texto original en latín Te Deum laudamus: te Dominum confitemur. Te aeternum Patrem, omnis terra veneratur. Tibi omnes angeli, tibi caeli et universae potestates: tibi cherubim et seraphim, incessabili voce proclamant: Sanctus, Sanctus, Sanctus Dominus Deus Sabaoth. Pleni sunt caeli et terra maiestatis gloriae tuae. Te gloriosus Apostolorum chorus, te prophetarum laudabilis numerus, te martyrum candidatus laudat exercitus. Te per orbem terrarum sancta confitetur Ecclesia, Patrem immensae maiestatis; venerandum tuum verum et unicum Filium; Sanctum quoque Paraclitum Spiritum. Tu rex gloriae, Christe. Tu Patris sempiternus es Filius. Tu, ad liberandum suscepturus hominem, non horruisti Virginis uterum. Tu, devicto mortis aculeo, aperuisti credentibus regna caelorum. Tu ad dexteram Dei sedes, in gloria Patris. Iudex crederis esse venturus. Te ergo quaesumus, tuis famulis subveni, quos pretioso sanguine redemisti. Aeterna fac cum sanctis tuis in gloria numerari. Salvum fac populum tuum, Domine, et benedic hereditati tuae. Et rege eos, et extolle illos usque in aeternum. Per singulos dies benedicimus te; et laudamus nomen tuum in saeculum, et in saeculum saeculi. Dignare, Domine, die isto sine peccato nos custodire. Miserere nostri, Domine, miserere nostri. Fiat misericordia tua, Domine, super nos, quem ad modum speravimus in te. In te, Domine, speravi: non confundar in aeternum. | Texto en español A ti, oh Dios, te alabamos, a ti, Señor, te reconocemos. A ti, eterno Padre, te venera toda la creación. Los ángeles todos, los cielos y todas las potestades te honran. Los querubines y serafines te cantan sin cesar: Santo, Santo, Santo es el Señor, Dios de los ejércitos. Los cielos y la tierra están llenos de la majestad de tu gloria. A ti te ensalza el glorioso coro de los apóstoles, la multitud admirable de los profetas, el blanco ejército de los mártires. A ti la Iglesia santa, extendida por toda la tierra,te aclama: Padre de inmensa majestad, Hijo único y verdadero, digno de adoración, Espíritu Santo, defensor. Tú eres el Rey de la gloria, Cristo. Tú eres el Hijo único del Padre. Tú, para liberar al hombre, aceptaste la condición humana sin desdeñar el seno de la Virgen. Tú, rotas las cadenas de la muerte, abriste a los creyentes el Reino de los Cielos. Tú sentado a la derecha de Dios en la gloria del Padre. Creemos que un día has de venir como juez. Te rogamos, pues, que vengas en ayuda de tus siervos, a quienes redimiste con tu preciosa sangre. Haz que en la gloria eterna nos asociemos a tus santos. Salva a tu pueblo, Señor, y bendice tu heredad. Sé su pastor y ensálzalo eternamente. Día tras día te bendecimos y alabamos tu nombre para siempre, por eternidad de eternidades. Dígnate, Señor, en este día guardarnos del pecado. Ten piedad de nosotros, Señor, ten piedad de nosotros. Que tu misericordia, Señor, venga sobre nosotros, como lo esperamos de ti. En ti, Señor, confié, no me veré defraudado para siempre. |

## Celebración del Te Deum
Históricamente, el "Te Deum" se entonaba con motivo de celebraciones solemnes o de regocijo general: la coronación de un monarca o de un Papa, triunfos militares, la recuperación de la salud de un monarca o miembro de la familia real, la entrada de un rey o emperador en alguna ciudad de su reino, el nacimiento de un heredero al trono, la toma de posesión de las sedes episcopales por parte de un obispo o arzobispo, la asunción de titularidad de los abades o abadesas. La tradición de una ceremonia de acción de gracias, con el cántido del "Te Deum", continuó luego de la Reforma Protestante en las Iglesias Reformadas, tales como la Luterana y la Anglicana, como parte del ritual litúrgico,mientras que la tradición se mantuvo como una ceremonia oficial de los Estados confesionales para conmemorar eventos públicos o patrióticos. 
En el ámbito católico, es tradicional finalizar el año con un tedeum como acción de gracias por los beneficios recibidos durante el año que termina. El papa acostumbra a celebrarlo en la tarde del 31 de diciembre. También, se lo entona en las Misas de canonización o beatificación de los Santos, o en la ordenación de los Obispos o la entrega de la birreta a los nuevos cardenales. 
En la Catedral de Santa María de Valencia (España) se celebra un tedeum cada 9 de octubre, Día de la Comunidad Valenciana, cuando se conmemora la entrada a la ciudad de Valencia del rey Jaime I en 1238.
La jura de los monarcas españoles incluía el canto de un "Te Deum" como acción de gracias, en Madrid y en las principales ciudades. Durante la etapa del Imperio español, en todas las ciudades bajo la jurisdicción de la Monarquía española, la ceremonia de la "Jura" de un nuevo monarca por parte de las autoridades eclesiásticas y civiles culminaba con una Misa-Te Deum en las Iglesias principales. La última vez en que se cantó un "Te Deum" con motivo de la ascensión al trono de un rey de España fue en la Jura de Alfonso XIII, el 15 de mayo de 1902, cuando la ceremonia se realizó en la Basílica de San Francisco el Grande de Madrid. 
En algunos países latinoamericanos se realiza una ceremonia de acción de gracias con el nombre de Te Deum con ocasión de sus fiestas nacionales. Así sucede en Argentina, Bolivia, Chile, Colombia, Ecuador, Guatemala, Panamá, Paraguay, Perú y República Dominicana. 
En el caso del Perú, cada 28 de julio, se celebra hasta el día de la fecha una "Misa-Te Deum", es decir un oficio eucarístico concelebrado por el arzobispo de Lima y los obispos coadjutores en la Catedral Metropolitana, con la presencia del presidente, su gabinete y los miembros del Congreso peruano. Al final de la misa se entona el himno, a diferencia de otros países católicos, en dónde el cántico del Te Deum se realiza en el marco de una "Liturgia de la Palabra", según las reformas del Concilio Vaticano II. 
También, el Te Deum se canta como parte de los rituales públicos de las monarquías europeas, por ejemplo, con motivo del Día Nacional de Mónaco, o la celebración del Jubileo de Oro de Carlos XVI Gustavo de Suecia, en septiembre de 2023, o los jubileos de los monarcas británicos,  en el marco de una ceremonia de Acción de Gracias luterana o anglicana. La monarquía belga celebra un Te Deum en la catedral de San Miguel y Santa Gúdula con motivo del día nacional. 
En la ceremonia anglicana de la Coronación de Carlos III del Reino Unido y Camila, se entonó el Te Deum compuesto por William Walton como conclusión de la ceremonia religiosa en la Abadía de Westmister, el 6 de mayo de 2023. 

## Indulgencia
El Enchiridion Indulgentiarum de 2004 concede la indulgencia plenaria o parcial en determinadas circunstancias.

## Obras musicales
Numerosos compositores de todos los tiempos han musicado el texto del tedeum en latín o en otros idiomas, como el Inglés en el caso de Handel, Purcell; podemos mencionar a: Jean-Baptiste Lully, Georg Friedrich Haendel, Franz Joseph Haydn, o Wolfgang Amadeus Mozart.
Se sabe que Antonio Vivaldi compuso uno, pero hoy esta composición se ha perdido. Es especialmente famosa la introducción instrumental del Te Deum de Marc-Antoine Charpentier por ser la sintonía que utiliza la Unión Europea de Radiodifusión, especialmente para iniciar la emisión del famoso Concurso de Eurovisión. Aunque se conoce que la composición de Charpentier obedeció a las celebraciones de la toma de Steirkink por las tropas de Luis XIV en 1692. 
Durante el periodo romántico, la composición del himno no fue con fines litúrgicos, ya que fue utilizado como inspiración para piezas de concierto corales. El ejemplo más notorio fue el "Te Deum" compuesto por Héctor Berlioz, o la obra de  Antonín Dvořák compuesta para el aniversario del Conservatorio Nacional de Música de Nueva York en 1892. También pueden considerarse como piezas de sala de concierto, los de Anton Bruckner, Benjamin Britten y Giuseppe Verdi.  Por su parte, los compositores británicos Sir Hubert Parry, Sir Charles Villiers Stanford, Ralph Vaughan Williams y William Walton compusieron un Te Deum con motivo de la coronación de los monarcas británicos durante el siglo XX. En el caso de la coronación Isabel II de Inglaterra en 1952, William Walton estrenó su "Coronation Te Deum", que nuevamente fue ejecutado en la ceremonia de Coronación de su hijo Carlos III, en 2023. 
Esta es la lista (no completa) de compositores famosos que han compuesto un tedeum:

### Renacimiento
- Jacob Praetorius el Viejo († 1586)
- Giovanni Pierluigi da Palestrina († 1594)
- Tomás Luis de Victoria (1548-1611)

### Barroco
- Heinrich Schütz (1585-1672): Herr Gott, dich loben wir (SWV 472: Deutsches Te Deum, Echtheit fraglich)
- Jiri Melcl (1624-1693)
- Guillaume Bouzignac (1587-1643) : Te Deum para solistas, coro, orquesta y órgano.
- Jean-Baptiste Lully (1632-1687): Te Deum para gran orquesta, solistas y coro ( LWV 55).
- Dietrich Buxtehude (1637-1707): K 218 para órgano
- Marc-Antoine Charpentier (1643-1704): H 145 146 147
- Henry Purcell (1659-1695): para solistas, coro y orquesta. Compuesto para el día de Santa Cecilia del año 1694.
- William Boyce (1711-1779). Te Deum and Jubilate en La menor, para Coro y Orquesta (1740). Interpretado en la Coronación de la Reina Victoria I de Gran Bretaña, el 26 de junio de 1838.
- Johann Joseph Fux (1660-1741)
- Louis Marchand (1669-1732)
- Jan Dismas Zelenka (1679-1745)
- Domenico Scarlatti (1685-1757): Te Deum, para Coro, órgano y orquesta de cuerdas.
- Georg Friedrich Händel (1685-1759):
  - Utrechter Te Deum (HWV 278)
  - Caroline Te Deum (HWV 280)
  - Chandos Te Deum (HWV 281)
  - Te Deum in A-Dur (HWV 282)
  - Dettinger Te Deum (HWV 283)
- Johann Adolf Hasse (1699-1785)
- Carl Heinrich Graun (1703/1704-1759)
- Esprit Antoine Blanchard (1696-1770): Te Deum para la victoria de las tropas de Luis XV en la Batalla de Fontenoy (1744).
- Francois Colin de Blamont (1690-1760): Te Deum para la Corte de Luis XV.
- Michel-Richard Delalande (1657-1726): Te Deum, Grand Motet S.32.
- Johann Christian Bach (1735-1782): Te Deum (Milán, hacia 1761)
- André Campra ( 1660-1744) : Te Deum para coro, solistas y orquesta (1729).
- Domenico Zipoli (1688-1726) : Te Deum en Do Mayor.

### Clasicismo
- Joseph Haydn (1732-1809), compuesto en 1800 para la emperatriz María Teresa de Nápoles-Sicilia
- Antonio Salieri (1750-1825)
  - Te Deum laudamus de Incoronazione, para coro a 4 voces y orquesta (1790)
  - Te Deum laudamus para coro doble y orquesta (1799), versión nueva del Te Deum de 1790
  - Te Deum laudamus para solistas, coro a cuatro voces y orquesta (1819)
- Johann Gottfried Schicht (1753-1823), compuso 4 tedeum
- Wolfgang Amadeus Mozart (1756-1791), KV 141, Viena (¿1760?), para coro y orquesta (orquesta de cuerdas, órgano y probablemente instrumentos de viento y timbales)
- Vincenzo Righini (1756-1812), para el cumpleaños de la reina Luisa de Prusia (1810)
- Jan Theobald Held (1770-1851)
- Christoph Ernst Friedrich Weyse (1774-1842)
- Conradin Kreutzer (1780-1849)
- Karol Kurpiński (1785-1857)
- Giovanni Paisiello (1740-1816): Te Deum compuesto para la Coronación de Napoleón y la Emperatriz Josefina (2 de diciembre de 1804).

### Romanticismo
- Giacomo Meyerbeer (1791-1864)
- Héctor Berlioz (1803-1869)
- Félix Mendelssohn Bartholdy (1809-1847), Preis sei dir, o Gott, para solistas, coro y órgano
- Otto Nicolai (1810-1849)
- Franz Liszt (1811-1886)
- Charles Gounod (1818-1896): Te Deum para Coro,solistas, Orquesta y órgano (1886).
- Nicolás Zabala (1812)[8]
- Giuseppe Verdi (1813-1901) Te Deum, como una de las partes de  sus Quattro pezzi sacri
- Friedrich Kiel (1821-1885), Te Deum op. 46
- Anton Bruckner (1824-1896)
- Georges Bizet (1838-1875)
- Antonín Dvořák (1841-1904): Te Deum
- Hugo Bußmeyer (1842-1912)
- Max Filke (1855-1911)
- Edward Elgar (1857-1934), Te Deum y Benedictus para coro, órgano y orquesta, opus 34 (1897)

### sigloXX
- Sir Charles Villiers Stanford (1852-1924) : Te deum en Si menor para la Coronación del Rey Eduardo VII y la Reina Alejandra de Gran Bretaña. (1902).
- Sir Hubert Parry (1848-1818) : Te Deum Festival para la Coronación del Rey Jorge V y la Reina María (1911).
- Ralph Vaughan Williams (1872-1958)
  - Te Deum para coro y orquesta y órgano (1928)
  - Festival Te Deum para coro y orquesta, y órgano (1937) para la Coronación del Rey Jorge VI y la Reina Isabel.
- Max Reger (1873-1916)
  - Drei Orgelstücke opus 7, n.º 2 (1892) Fantasie über Te Deum laudamus
  - «Te Deum» de Zwölf kleine Stücke für die Orgel opus 59 (1901)
- Havergal Brian (1876-1972), 1.ª sinfonía The gothic para solistas, coro infantil, dos coros dobles y orquesta (1919-27). Los tres primeros movimientos están basados en el texto del Te Deum.
- Joseph Haas (1879-1960), Te Deum, opus 100
- Zoltán Kodály (1882-1967), Budavári Te Deum (1936)
- Walter Braunfels (1882-1954), Te Deum, opus 32 (1920/1921) para soprano, tenor, coro mixto, gran orquesta y órgano
- Wilhelm Furtwängler (1886-1954)
- Ernst Pepping (1901-1981)
- Sir William Walton (1902-1983), Coronation Te Deum para coro, orquesta y órgano (1952-53), interpretado en la Coronación de Isabel II del Reino Unido y en la Coronación del Rey Carlos III y la Reina Camila en 2023.
- Hermann Schroeder (1904-1984), a capela o con órgano
- Walter Kraft (1905-1977), Te Deum
- Julián Santos Carrión (1908-1983), Te Deum (1949)
- Heinrich Sutermeister (1910-1995), Te Deum (1975)
- Percy Young (1912-2004), Festival Te Deum (1961)
- Benjamin Britten (1913-1976), Festival Te Deum, opus 32 para coro mixto y órgano
- Jeanne Demessieux (1921-1968), Te Deum op. 11 para órgano solo
- José Climent Barber (1927-2017), Te Deum para coro y órgano
- Hans Posegga (1917-2002), oratorio Te Deum benediktoburanum (1981)
- Ruth Zechlin (1926-2007), Hochschule für Musik Hanns Eisler, 2001
- Günter Gerlach (1928-2003), Te Deum, ciclo para órgano (1961)
- Heinrich Poos (1928-2020), TU Berlín, Musikschule Hanns Eisler
- Petr Eben (1929-2007), Te Deum de Praga, 1989
- Xavier Benguerel (1931–), Te Deum para solistas, coro y orquesta (1993)
- Krzysztof Penderecki (1933–), Te Deum para solistas, coro y orquesta (1979-1980)
- Arvo Pärt (1935–), Te Deum para tres coros, piano, instrumentos de cuerda y cinta magnetofónica (1984, rev.1992)
- Jan Sandström (1954–), Te Deum para coro y orquesta (1996)
- Steve Dobrogosz (1956–)
- John Rutter (1945): Te Deum para coro, orquesta y órgano (1988).
- Vicente Bianchi, (1920) Tedeum (1968) para orquesta interpretado hasta el año 2000 en la Catedral Metropolitana de Santiago. Actualmente solo un fragmento se hace en el mismo Tedeum y en forma completa en algunas parroquias y catedrales chilenas.

### sigloXXI
- Fernando Carrasco (1953–) y Joaquín Alliende Luco, Te Deum para coro y orquesta, con ritmos folclóricos chilenos, compuestos para la Solemne Liturgia del día patrio de Chile en la Catedral Metropolitana de Santiago (2002).
- Kiko Argüello (1939–), Te Deum, Kiko puso música al canto del Te Deum en el 2002, para dar gracias a Dios por la aprobación del Estatuto del Camino Neocatecumenal.
- Siegfried Matthus (1934–), Te Deum para solistas, coro y orquesta (2005); compuesto para la reapertura de la Frauenkirche (Dresde) tras la restauración.
- Winfried Nowak (1965–), Te Deum para soprano y coro mixto a tres voces a cappella (2006).
- Albert Guinovart (1962–), Te Deum soprano, tenor y doble coro mixto a cuatro voces, piano, viento y percusión  (2017).
- José Cura, "Te Deum" para la inauguración del Festival Enescu, Rumania, 2021.

## El " Te Deum" en la ópera y en el cine
La primera estrofa del  " Te Deum" es incorporada como la culminación del Acto I de la ópera "Tosca" de Giacomo Puccini, cuando el Barón Scarpia, jefe de la Policía Pontificia de Roma, elucubra como seducir a Floria Tosca y apresar al pintor Mario Cavaradossi, mientras el Coro canta el himno en acción de gracias por la supuesta victoria del General Michael von Melas sobre las tropas de Napoleón Bonaparte en Marengo. Según, el drama de Victorien Sardou, y el libreto de Luigi Illica y Giuseppe Giacosa, esta noticia será desmentida en el segundo acto. 
También el "Te Deum" es cantado por el Coro en la introducción de la ópera " La Juive" del compositor Jacques Fromental Halévy, estrenada en 1835.
En el cine, es célebre el uso de la ceremonia de un "Te Deum" que realiza Luchino Visconti en su película, "El Gatopardo" del año 1963. En la escena que describe la llegada del Príncipe Fabrizio Corbera (Burt Lancaster) y su familia a sus dominios de Donnafugata, en Sicilia, son recibidos por la población y el cura párroco con el canto de un "Te Deum" en la iglesia de la población. 
También, en la película "La Misión", dirigida por Roland Joffé, en una de las escenas se incluye un "Te Deum Guaraní", como parte de la banda sonora del film compuesta por Ennio Morricone. El "Te Deum" es cantado por los pobladores de una Misión Guaranítica, al ingresar en el Templo el Delegado Papal encargado de inspeccionar la obra de los Jesuitas en la selva.